# Нијена
Нијена је измишљени лик из дела Џ. Р. Р. Толкина. Први пут се јавља у Силмарилиону као једна од господарица Валара. Она је сестра Мандоса и Ирма. Њено име значи "она која плаче". Живи у западном делу Арде, тугује због патње у свету и теши мртве душе које чекају у дворанама Мандоса.
Она је једини женски Вала која се никада није удала.
Пошто је Дрвеће Валара уништено, Нијена је плакала над њим. Од уништених остатака настали су Сунце и Месец.